# چارلز کرافت
چارلز کرافت (انگلیسی: Charles Craft؛ ‏ ۹ مهٔ ۱۹۰۲ – ۱۹ سپتامبر ۱۹۶۸) تدوین‌گر اهل ایالات متحده آمریکا بود.
از فیلم‌هایی که وی در آن‌ها نقش داشته‌است، می‌توان به قانون عمومی و مهمان ناخوانده اشاره نمود.